# Hottée de Gargantua
La Hottée de Gargantua est un chaos rocheux d'une dizaine de mètres de hauteur aux formes surprenantes (plusieurs rochers ont des allures animales), situé à l'ouest de Laon, sur la commune de Molinchart.

## Description
Cet ensemble de rochers dégagés par l'érosion est constitué de grès et s'est formé il y a 70 millions d'années, pendant l'ère tertiaire[Quand ?].

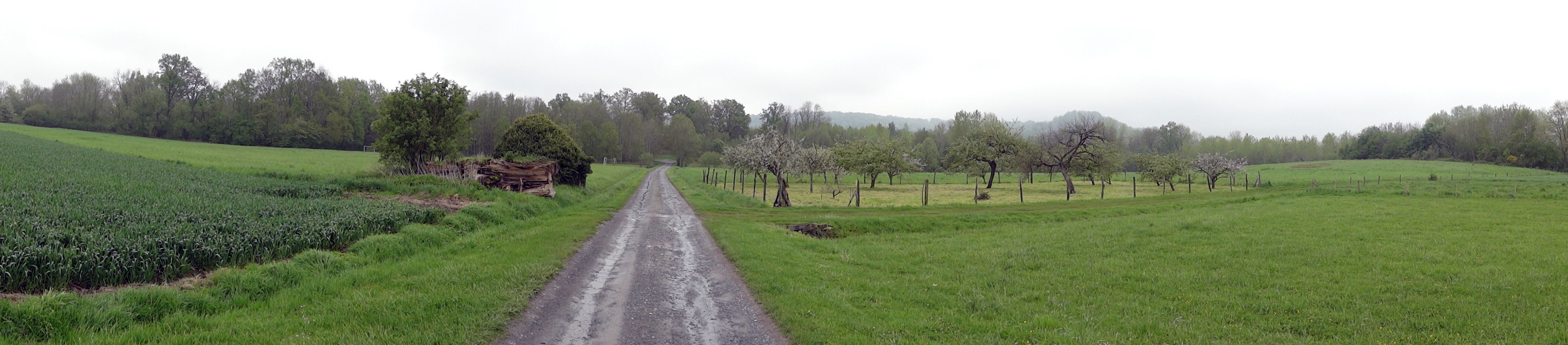
Panorama du site depuis le chemin du Roc Roi.
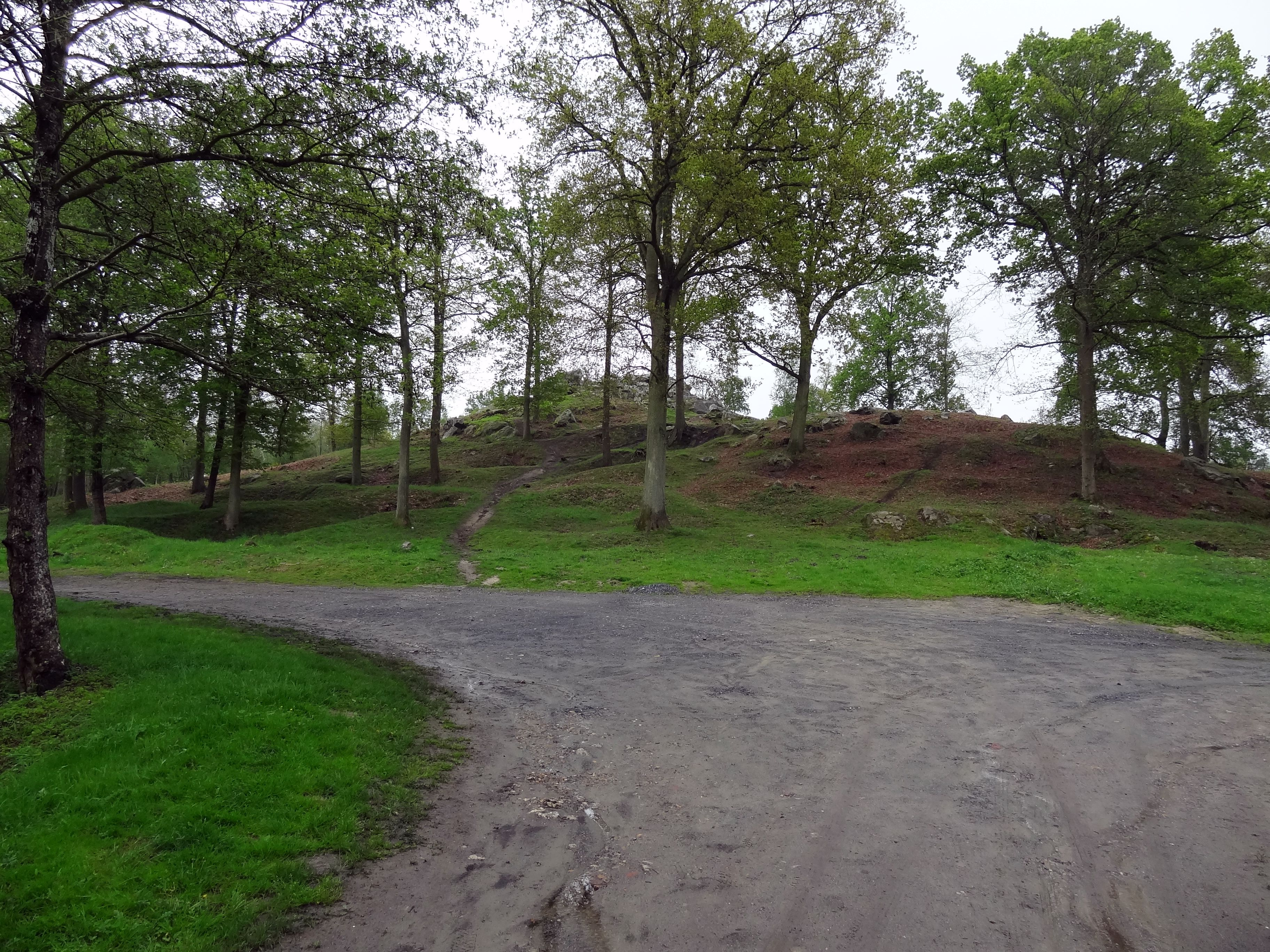
Vue de la butte, depuis le chemin du Roc Roi.
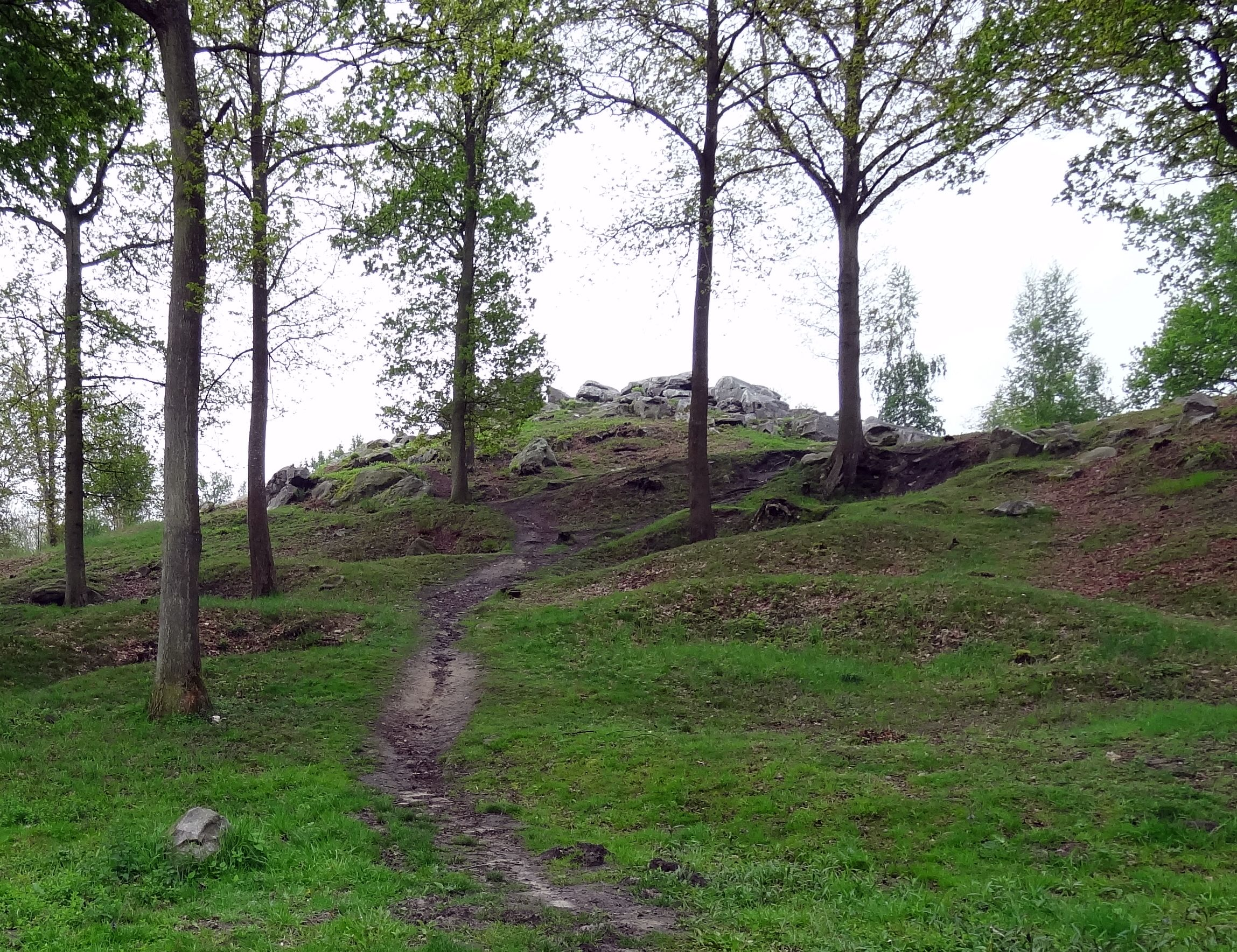
Le sentier qui mène au sommet.
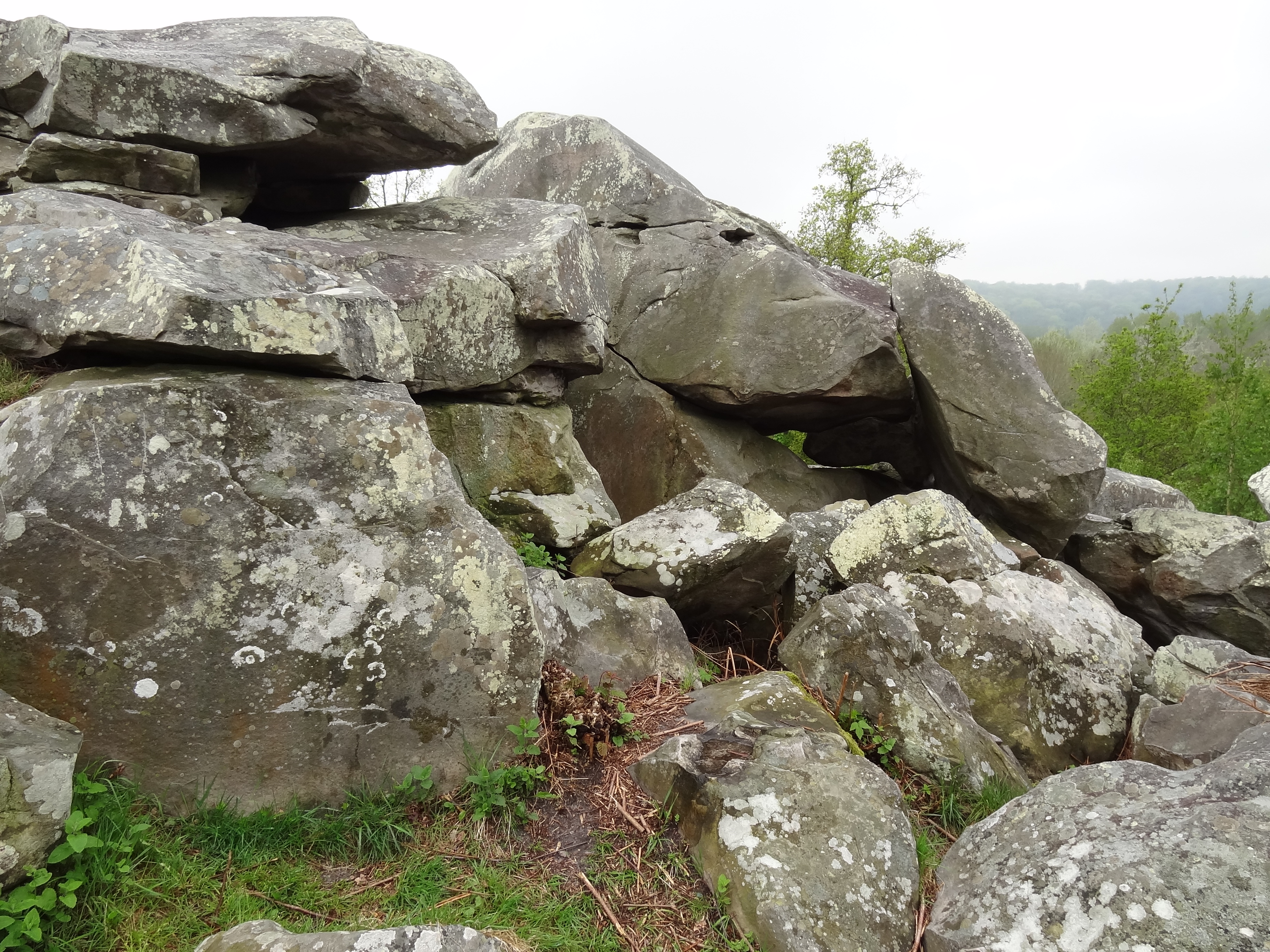
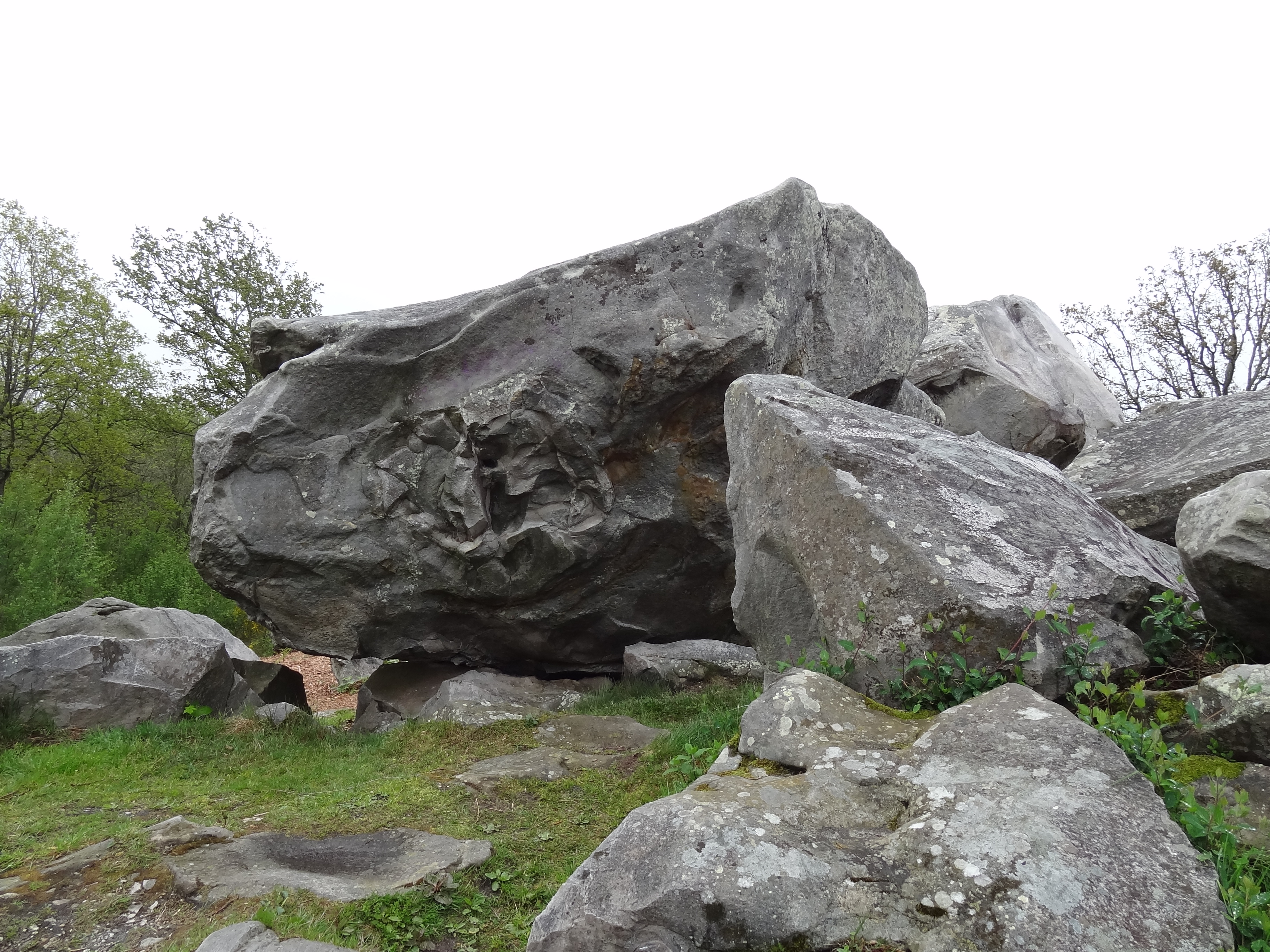
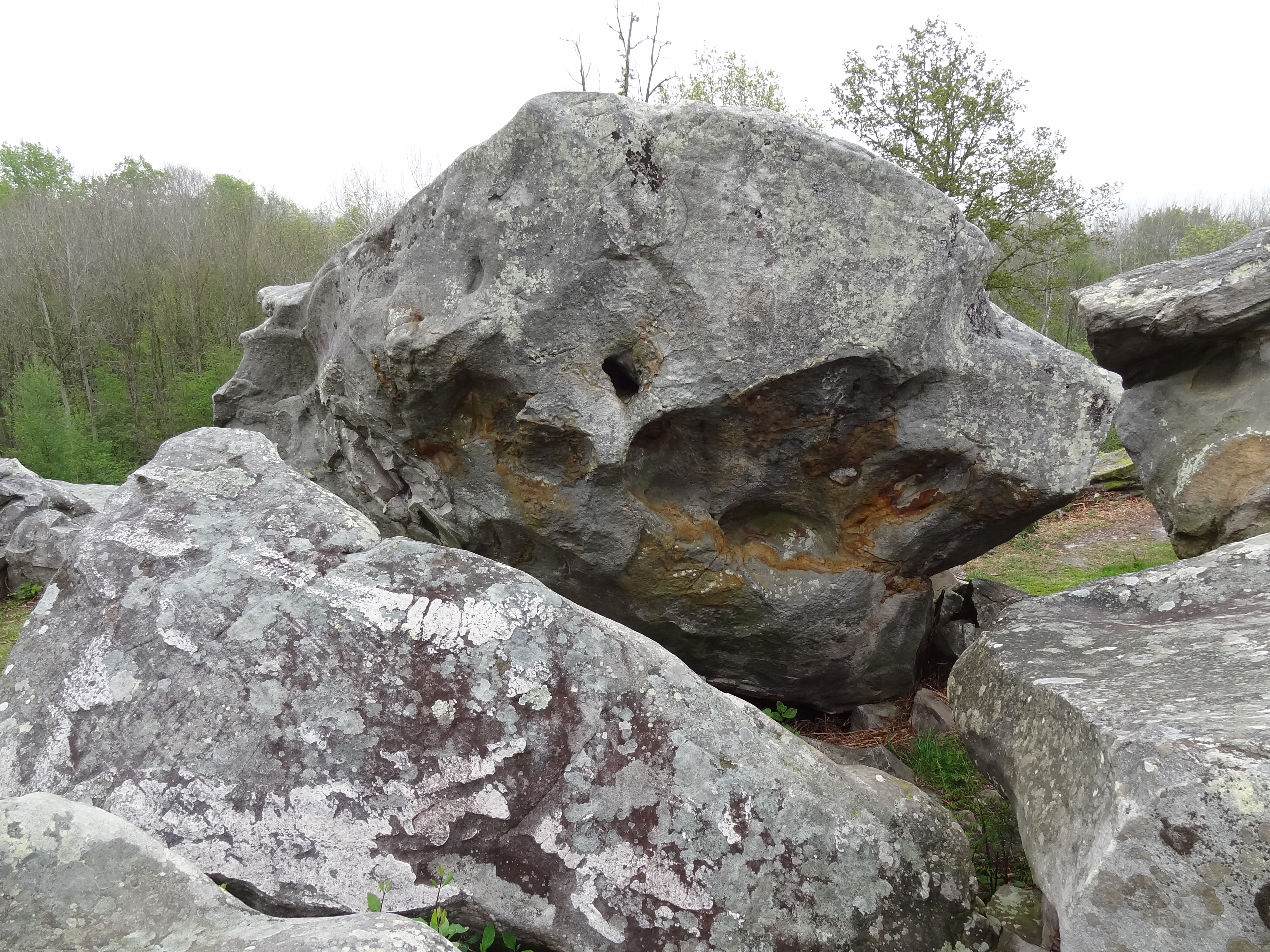
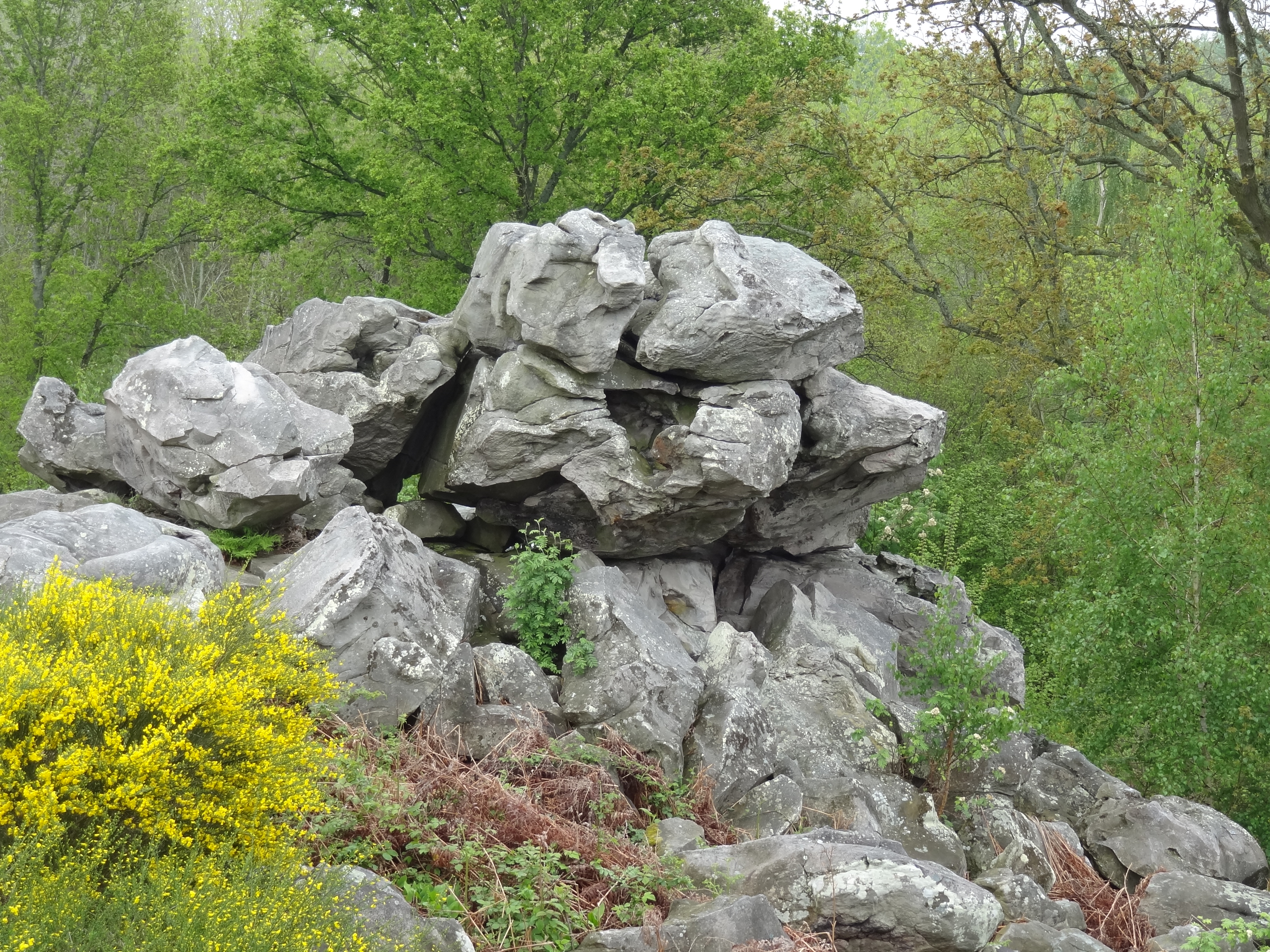
Amas de roches en forme de caniche.
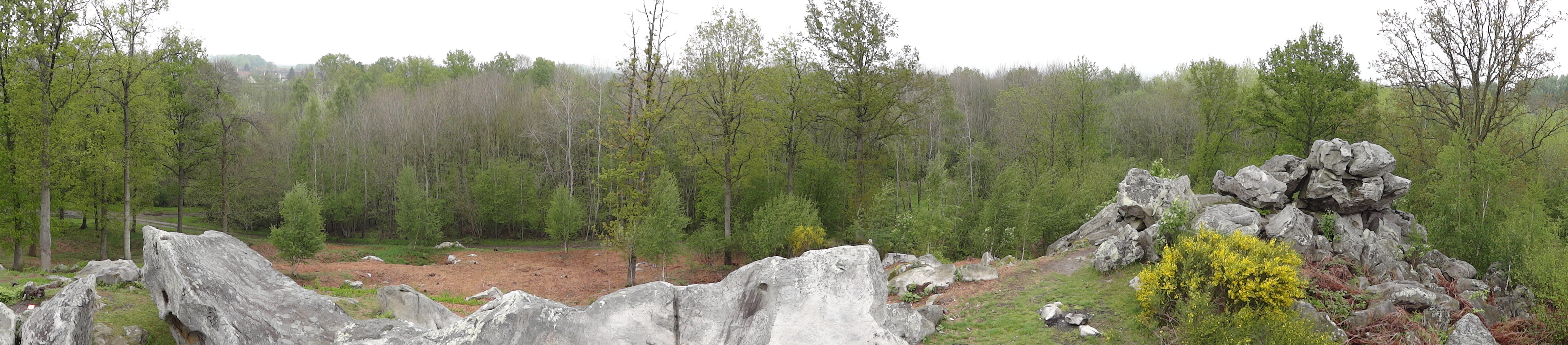
Panorama depuis le sommet.
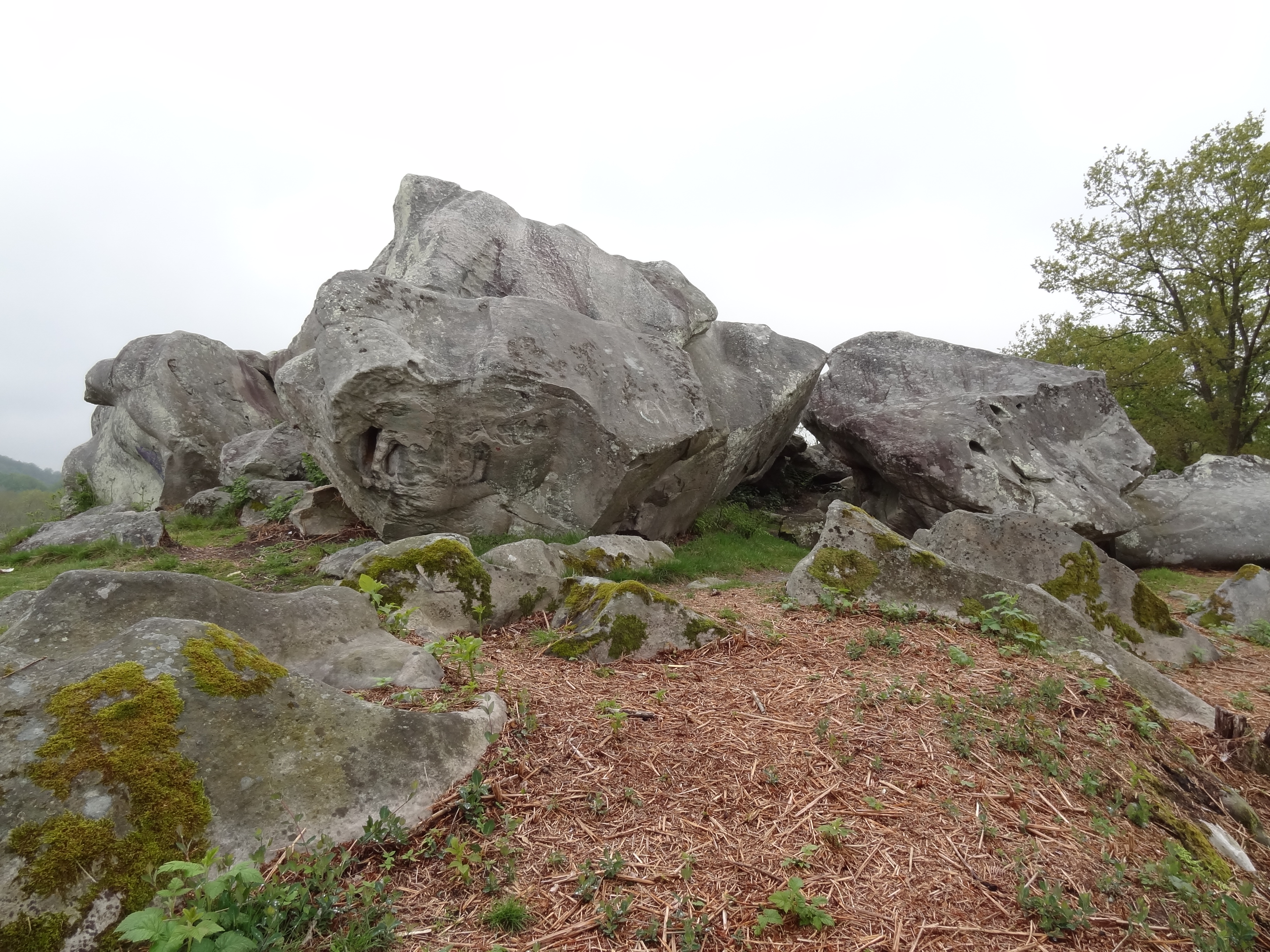
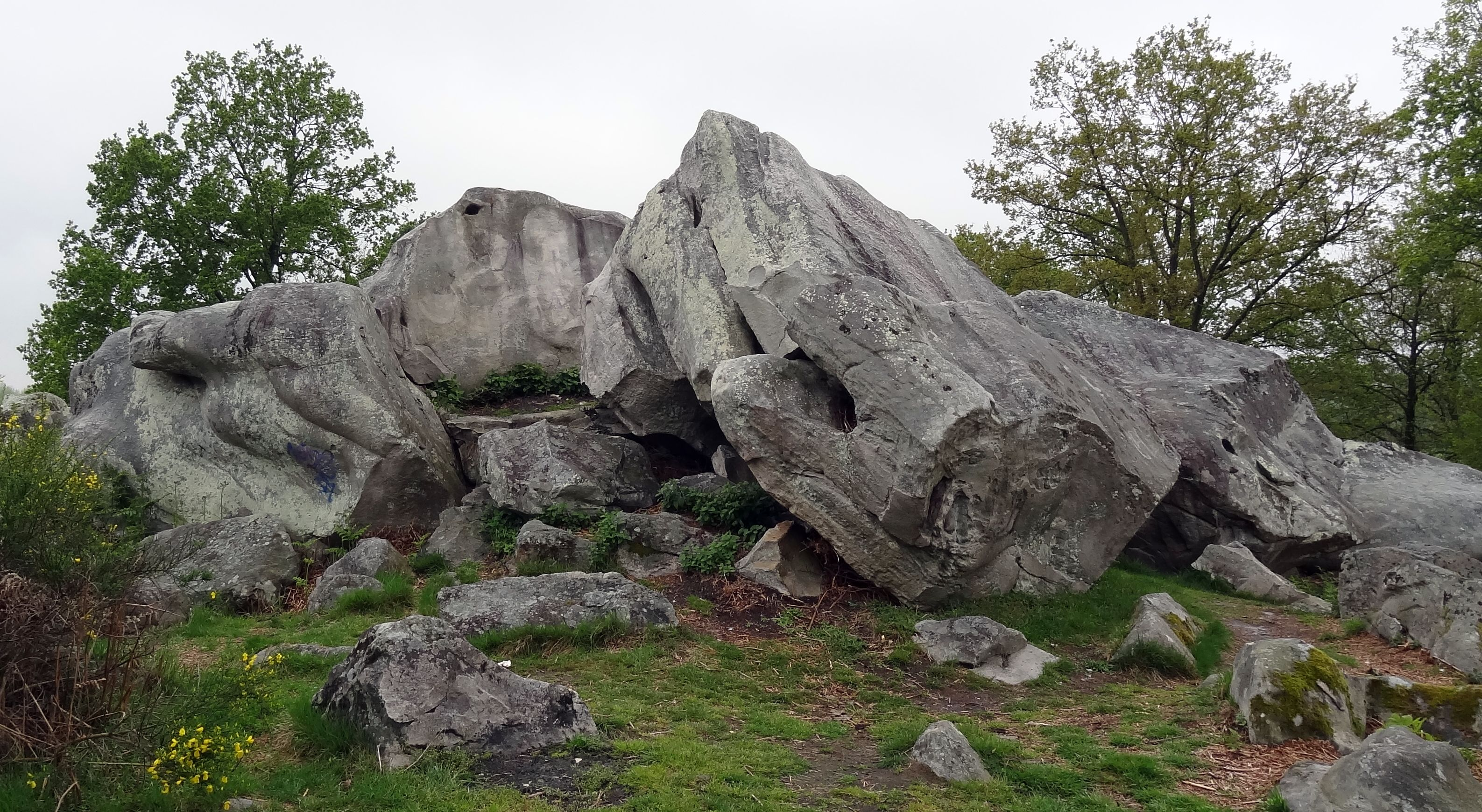
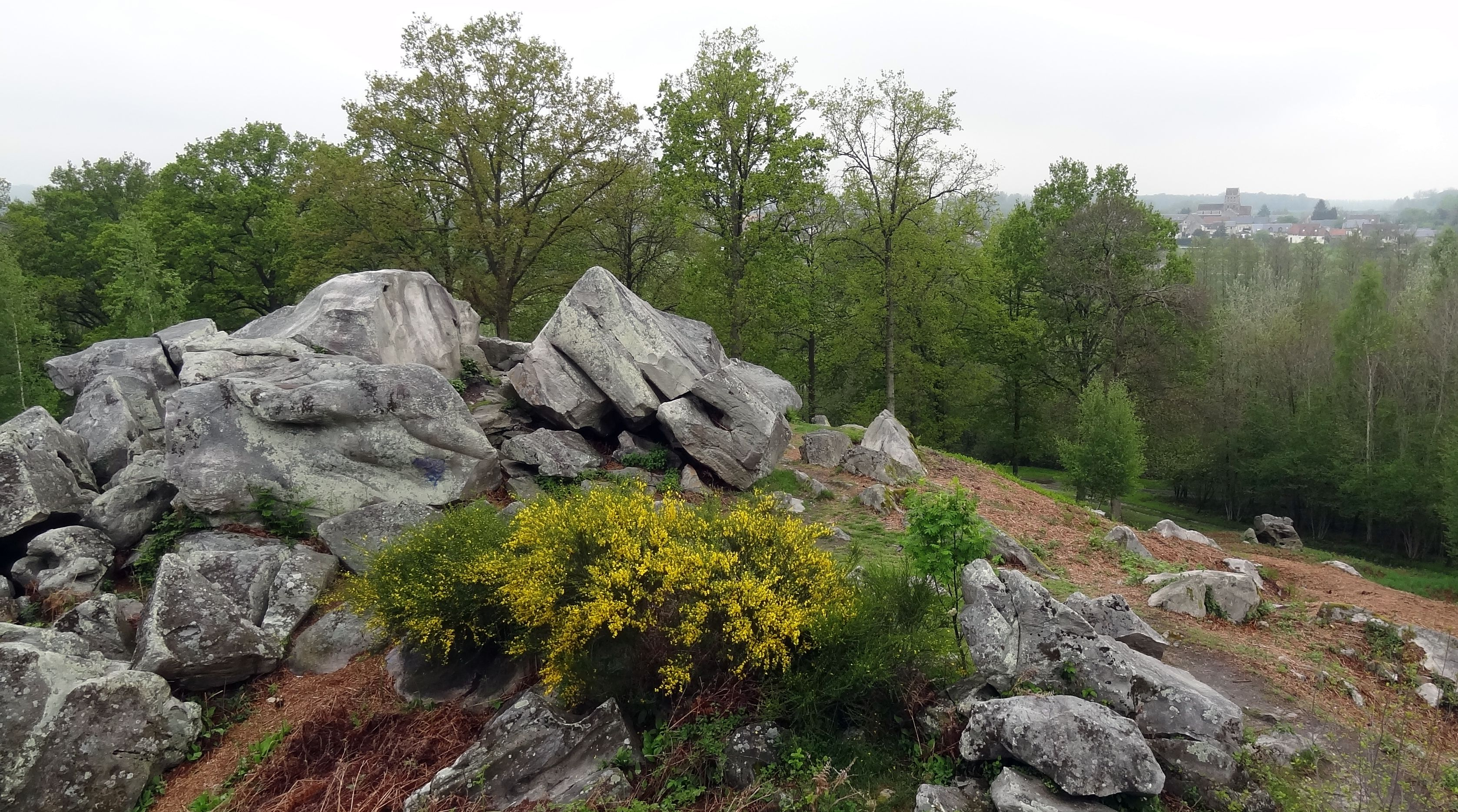
On aperçoit le village de Molinchart (?) en fond.
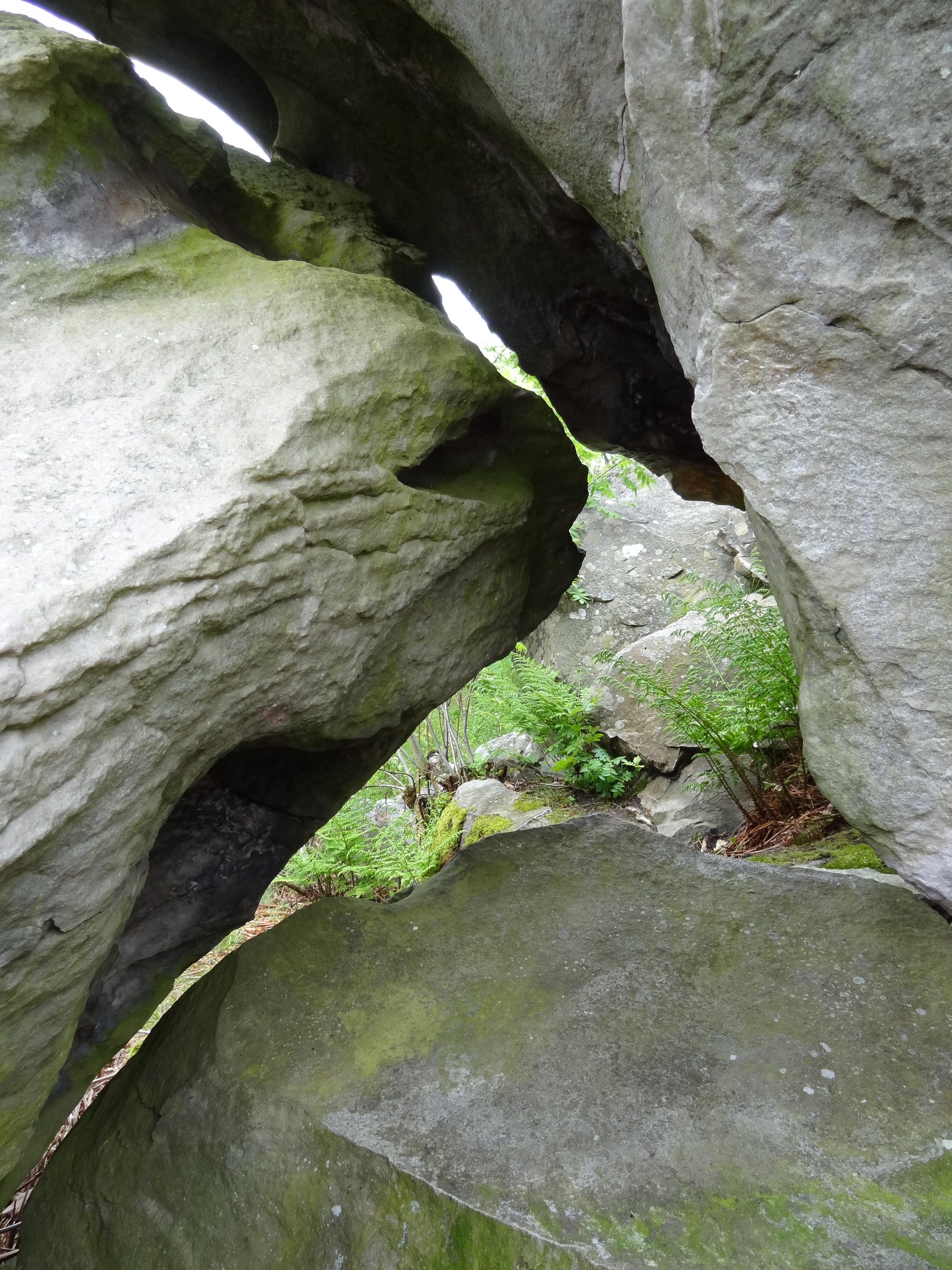
Interstices entre les rochers.
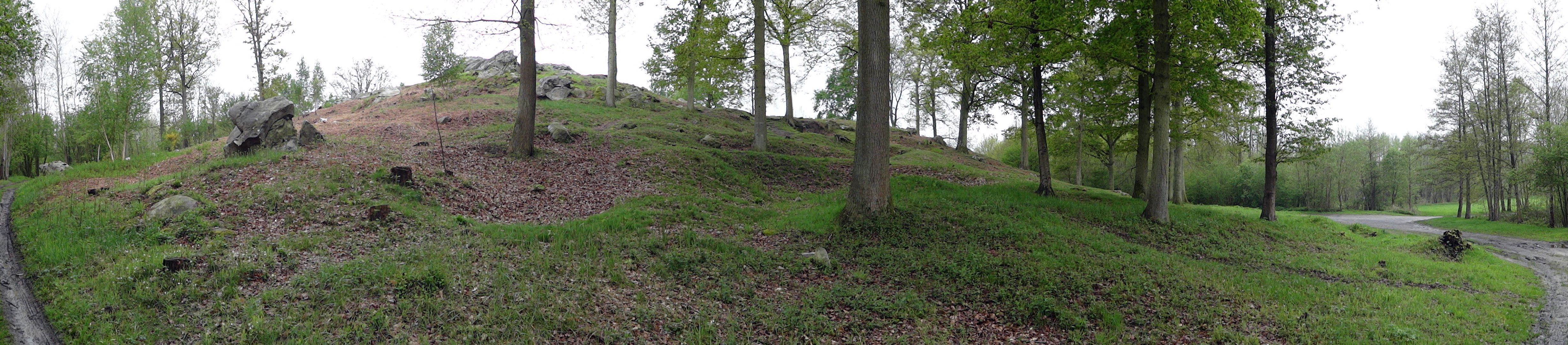
Panorama du site depuis la gauche du site (quand on vient du Roc Roi).
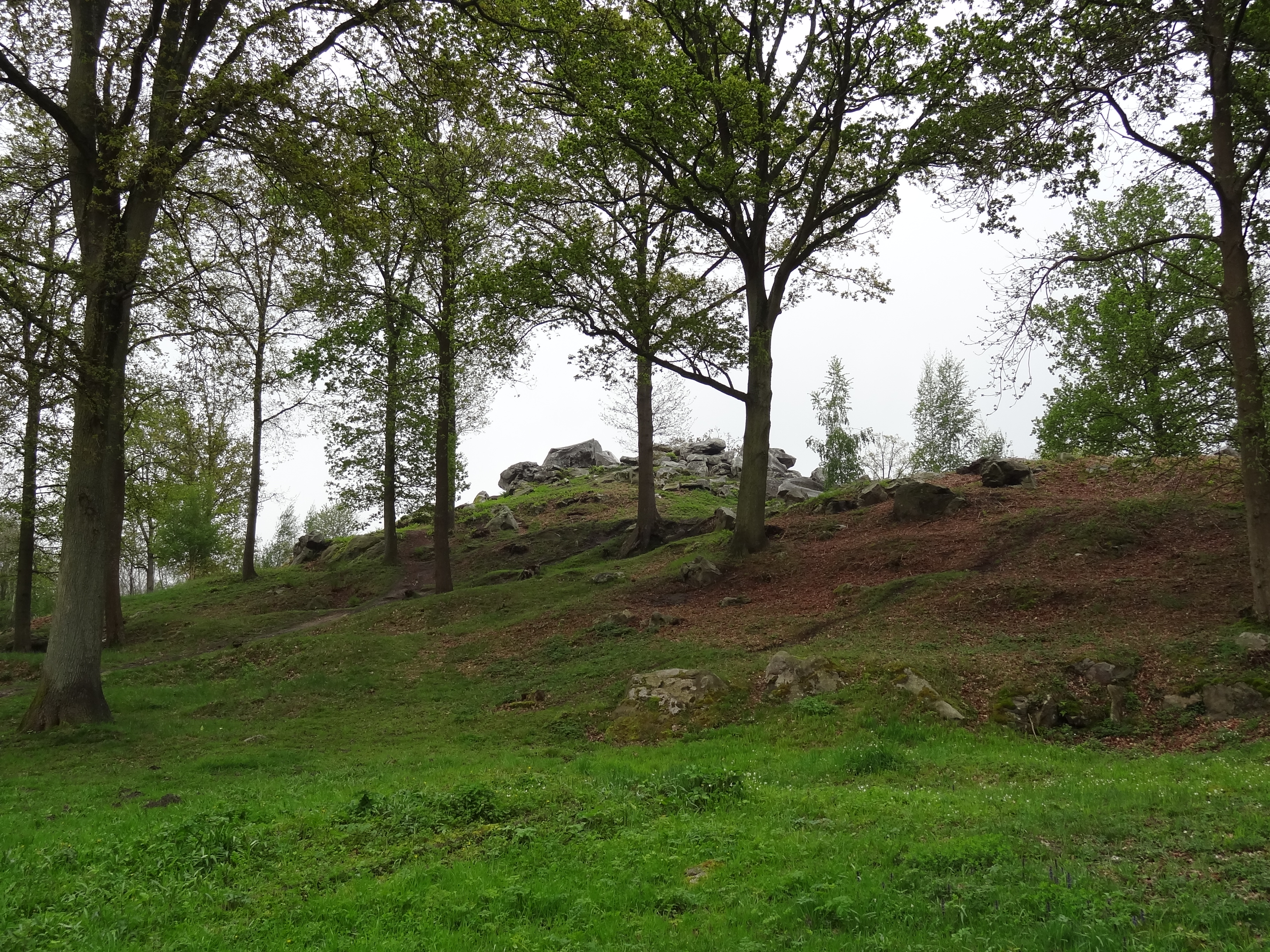
Vue d'ensemble.

## Gargantua
Dans la culture populaire, Gargantua est réputé pour avoir semé de nombreux cailloux et façonné le paysage, bien avant que Rabelais n'en reprenne le récit pour un faire un géant marqué d'humanisme.
Plusieurs histoires racontent la naissance de ce lieu : 
- L'une d'elles dit, que, agacé par le tonnerre et aveuglé par les éclairs, Gargantua posa un pied sur Laon et l'autre sur la butte de Saint-Gobain. Ivre du vin des coteaux laonnois, il faillit tomber à la renverse et sa hotte se vida alors d'un coup à l'endroit des roches de Molinchart.
- Une autre dit que c'est en décrottant ses chaussures que ces petites buttes et collines se formèrent.
- Une dernière, plus simple, indique que les bretelles de sa hotte se cassèrent laissant ainsi tomber son chargement pour former la butte de Molinchart.

## Crédit d'auteurs
- Cet article est partiellement ou en totalité issu de l'article intitulé « Molinchart » (voir la liste des auteurs).